# Cauk
Cauk – w dawnych Indiach czworokąt wykonany na ziemi z mąki oraz różnokolorowych proszków, wykorzystywany w czasie wielu różnych ceremonii i obrzędów o znaczeniu religijnym lub magicznym.
W jego wnętrzu tworzono wzory, którym przypisywano magiczne właściwości.